# RwandAir

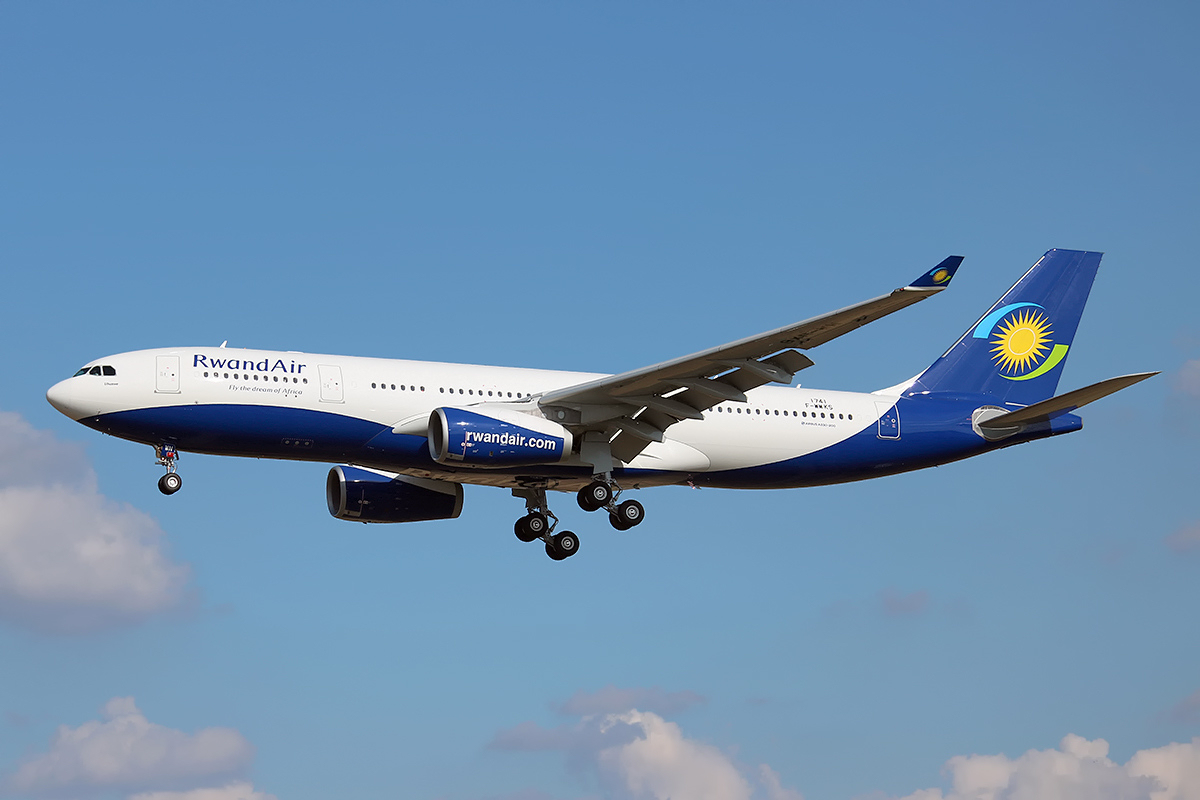
Airbus A330-243 w malowaniu linii RwandAir

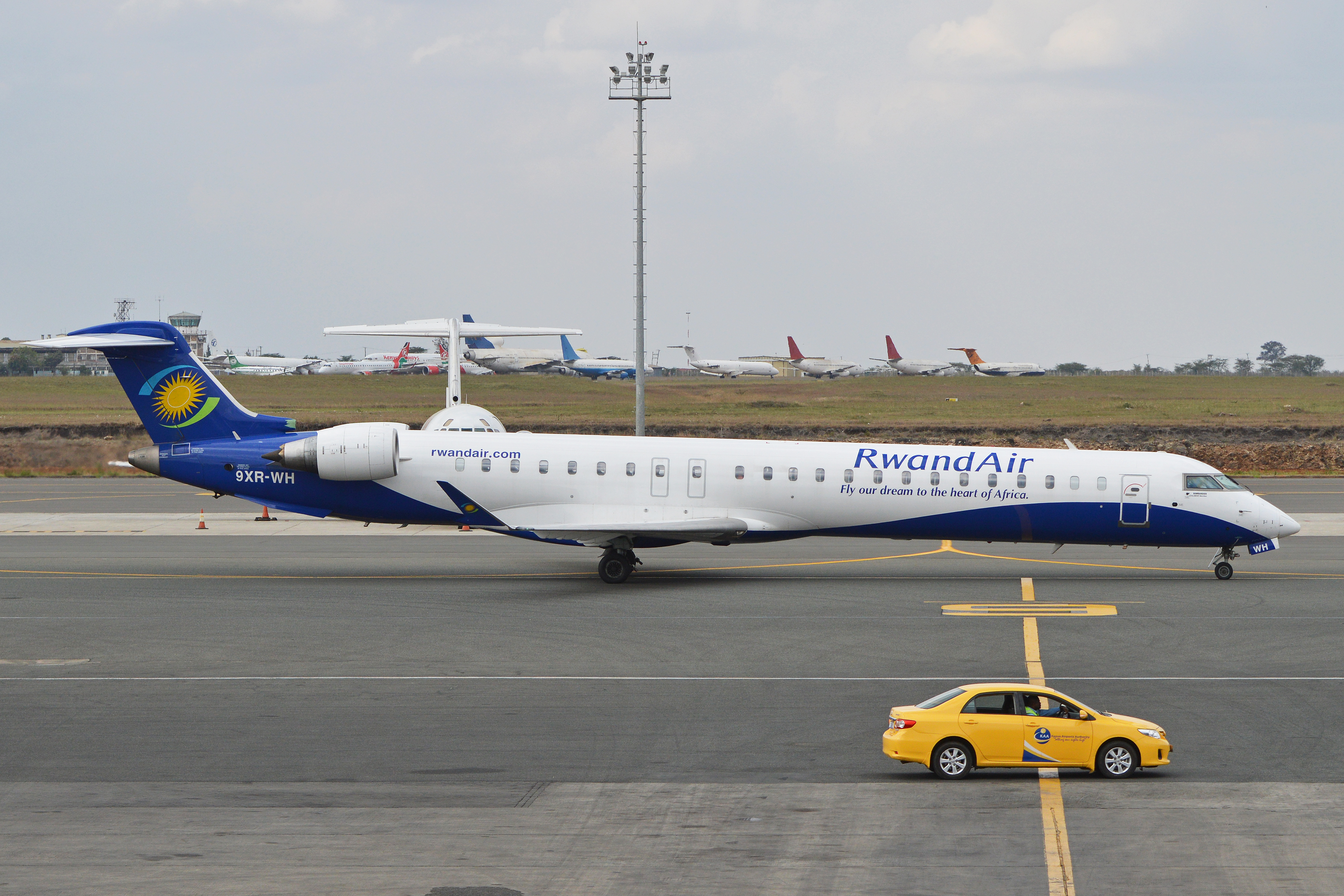
Bombardier CRJ-900 w barwach przewoźnika w Porcie lotniczym Jomo Kenyatta

RwandAir – narodowa linia lotnicza Rwandy, z siedzibą w Kigali. Głównym węzłem jest port lotniczy Kigali.
Agencja ratingowa Skytrax przyznała linii trzy gwiazdki.

## Flota
Według stanu na maj 2025 flota RwandAir składała się z 14 samolotów o średnim wieku 12,4 lat:
| Samolot            | Samolot | Samolot   | Liczba miejsc | Liczba miejsc | Liczba miejsc | Liczba miejsc | Uwagi              |
| Model              | Aktywne | Zamówione | B             | P             | E             | Łącznie       | Uwagi              |
| ------------------ | ------- | --------- | ------------- | ------------- | ------------- | ------------- | ------------------ |
| Airbus A330-200    | 2       | -         | 20            | 21            | 203           | 244           |                    |
| Airbus A330-300    | 1       | -         | 30            | 21            | 223           | 274           |                    |
| Boeing 737-700     | 1       | -         | 12            | -             | 108           | 120           |                    |
| Boeing 737-800     | 5       | 1         | 16            | -             | 138           | 154           |                    |
| Boeing 737-800     | 1       | 1         |               |               |               |               | Konfiguracja cargo |
| Bombardier CRJ-900 | 2       | -         | 6             | -             | 68            | 74            |                    |
| DHC-8-400          | 2       | -         | 7             | -             | 60            | 67            |                    |
| Łącznie            | 14      | 1         |               |               |               |               |                    |